# ロバート・ベア
ロバート・ベア（Robert Baer, 1952年7月1日 - ）は、CIA工作官。

## 経歴
カリフォルニア州ロサンジェルスに生まれ、コロラド州アスペンで育った。
ジョージタウン大学外交学部卒業後、1976年CIA入局。ファーム（工作本部研修所）で秘密工作の訓練を受け、工作官となる。
在外では、マドラス、ニューデリー、チュニス（アラビア語研修）、ハルツーム、ベイルート、パリ、ラバト、ドゥシャンベ（支局長）に勤務。工作本部では、近東部（イラク作戦課など）、対テロリズムセンター、中央ユーラシア部（南ユーラシア課長）に勤務した。
1995年にはイラク北部クルド人居住区のサラーフッディーン県に派遣される。ベアは当時のクリントン政権に対し、イラク軍将校、イラク国民会議のアフメド・チャラビ(後にフセイン政権崩壊後のイラク副首相)、クルド愛国同盟のジャラル・タラバニ(フセイン政権崩壊後のイラク大統領)らによるサッダーム・フセイン転覆計画の支援許可を求めたが、国家安全保障担当大統領補佐官アンソニー・レイクにより作戦中止を命じられた。
1997年、ベアはCIAを退職し、1998年3月11日、キャリア・インテリジェンス・メダルを受章した。退職後、自身のCIAでの経験に基づき、官僚化したCIAの事なかれ体質を自身の著書See No Evil(邦題:CIAは何をしていた？)において痛烈に批判している。中東でせめぎあう各国の石油利権を描いた映画「シリアナ」は、彼の著書See No EvilとSleeping With the Devil（邦題:裏切りの同盟―アメリカとサウジアラビアの危険な友好関係）に基づいている。
アラビア語に堪能で、他にペルシャ語、フランス語など数カ国語を解する。

## 著書
- See No Evil: The True Story of a Ground Soldier in the CIA's War on Terrorism, Crown Publishing Group, January 2002, ISBN 0-609-60987-4

(邦題:CIAは何をしていた？ 新潮文庫 2006-01-01 ISBN 9784102158210)
- Sleeping With the Devil: How Washington Sold Our Soul for Saudi Crude, Crown Publishing Group, July 2003, ISBN 1-4000-5021-9

(邦題:裏切りの同盟―アメリカとサウジアラビアの危険な友好関係 日本放送出版協会 2004-2-20 ISBN 9784140808511)
- Blow the House Down: A Novel, Crown Publishing Group, ISBN 1-4000-9835-1